# Mała Borowycia
Mała Borowycia – wieś na Ukrainie, w obwodzie chmielnickim, w rejonie biłohirskim.